# برج الصبي
برج الصبي هو معلمٌ أثريّ يتبع قلعة المرقب بقرب مدينة بانياس الواقعة في محافظة طرطوس شمال غرب سوريا. شُيِّد برج الصبي كبرج مراقبة يقع على مسافة كيلومترين غربيّ قلعة المرقب أثناء عهد الحملات الصليبية. يقع برج الصبي بجانب أوتوستراد طرطوس - اللاذقية، على رأس تلّة ارتفاعها نحو 25 متراً وطولها 300 متر. يعود البرج إلى القرن الحادي عشر الميلادي، إذ بني بعد حوالي 200 سنة من بناء قلعة المرقب، ليساعد على تحصينها وحماية الساحل المجاور لها، وحماية مرفئها الساحليّ الصغير.
برج الصبي عبارةٌ عن بناءٍ مربَّع الشكل من طابقين، مبنيّ من الحجارة البازلتية، ويتميَّز بنوافذ رماة الأسهم في جدرانه. وقد عثر فيه سنة 2001 على لوح تُظهِر سمكة بنية في حوض أزرق اللون. أجرت دائرة آثار طرطوس صيانةً للبرج في التسعينيات لإصلاح ثغرتين كبيرتين في جدرانه، كما أعادت ترميمه في سنة 2001، فأصلحت جداريه الشمالي والشرقي ورمَّمت أقواسه وسطحه وزوَّدته بموانع صواعق.
توجد أسطورتان حول أصل تسمية برج الصّبي. تقول الأسطورة الأولى أنّ ابن ملكٍ من ملوك الساحل أراد تقليد قلعة المرقب الخاضعة لحكم والده، فشيَّد البرج، فنُسبَ إليه باسم الصبي. فيما تقول الأسطورة الثانية أنّ التسمية كناية عن كون قلعة المرقب هي الأم، والبرج هو الابن (الصبي).
تقرَّر في شهر نيسان سنة 2012 - على خلفيَّة حدوث انهيارٍ في الجبل الذي يتموضع عليه البرج بجانب أتوتستراد طرطوس اللاذقية - إنشاء جدار استناديٍّ على كتف الجبل الحامل لبرج الصبي، لتجنّب خطر انهيار البرج الأثري، لكن وحتى مرور ستة شهورٍ على الأقل على صدور القرار لم يكن قد دخل حيّز التنفيذ بعد.